# بشكروا
 بشكروا  بفتح الباء وسكون الشين وفتح الكاف، من قرى السهل الجنوبي لضيعة كوخرد، قرية زراعية عامرة ملاصقة لبادية كوخرد الجنوبية، تابعة لناحية كوخرد ( بالفارسية: بخش كوخرد ) من توابع مدينة بستك في محافظة هرمزگان في جنوب إيران. منطقة زراعية جامعة، بينها وبين « حصن مهران » ثلاثة أميال.

## حدود بشكروا
من الشمال: نهر مهران، ومن الجنوب جبل خآب « کوه پل تیر»، ومن الغرب بيك أحمد ومدعاجون، ومن الشرق تنتهي ب وادي كبوتردان وقرية آسو.

## المزارع والبساتين
بها أراضي شاسعة لزراعة البر والشعير، وبها ومزارع النخيل وآبار عذبة، وكذلك بها سد كبير يخزن الماء على مدار السنة. بها مسيلات مائية منحدرة من الجبال المحيطة بها، مطلة على « وادي گرى كنار » من جهة الغرب. بها بركة واحدة لحفظ مياه الأمطار وبعض البيوت المبية من المدر، وهي من أهم المناطق الزراعية وفي جميع الفصول. يزرع في حقولها الخضروات والبقول والحبوب، ومن أشهر غلاتها القمح، والخضروات التي يحمل منها إلى كوخرد.

## سد آلجاويد
هو سد كبير في أسفل هضبة جبل خآب، من جهة الشمال، لقد أنشئت هذا السد في عام 1979 للميلاد، بواسطة الرجل الخير « الحاج اسماعیل جاوید »، لتوفير المياه للمزارعين في منطقة بشكروا، وهو سد كبير يخزن الماء على مدار السنة.
- يقول الشاعر «راستي» في وصف بشكررا هذه الأبيات بالفارسية :

## وصلات خارجية
- الادارية لمحافظة هرمزگان
- الادارية لمحافظة هرمزگان (بلده كوخرد)